# Bergia ammannioides
Bergia ammannioides är en slamkrypeväxtart som beskrevs av William Roxburgh. Bergia ammannioides ingår i släktet Bergia och familjen slamkrypeväxter. Utöver nominatformen finns också underarten B. a. glaber.